# Берёзовая (приток Терсы)
Берёзовая (Берёзовка) — река в России, протекает в Самойловском районе Саратовской области и Еланском районе Волгоградской области. Устье реки находится в 119 км по левому берегу реки Терса. Длина реки составляет 50 км, площадь водосборного бассейна — 486 км².
На реке стоят село Хрущёвка и посёлок Кириков в Саратовской области, ниже по течению в Волгоградской области река протекает через сёла Берёзовского сельского поселения Ерешково, Берёзовка и Водопьяново.

## Данные водного реестра
По данным государственного водного реестра России относится к Донскому бассейновому округу, водохозяйственный участок реки — Терса, речной подбассейн реки — Бассейн прит-в Дона м/д впад. прит-в Хопра и Северского Донца. Речной бассейн реки — Дон (российская часть бассейна).
Код объекта в государственном водном реестре — 05010300212107000008732.